# 諾基亞101
諾基亞101是一款由諾基亞開發的雙卡移動電話。 此電話主要面向發展中國家的用戶，或是衹需要一部帶有FM收音機和音樂的簡單通訊設備的人。
須注意的是，此機型不是1992年的Nokia 101 (THN-6B)。

## 特色
這款手機使用鋰電子電池，待機可以持續高達768小時，並具有高達8小時30分鐘的通話時間。
這款手機可以播放比特率大於32位/秒的標準MP3文件，宣傳可持續36小時的播放時間。該設備採用了Micro SD卡進行存儲。
話簿可容納500個數目。

## 機殼顏色
這款手機只有兩種顏色可供選擇：幻影黑和珊瑚紅色。

## 額外鏈接
维基共享资源上的相關多媒體資源：諾基亞101